# جوآو دورادو
جوآو دورادو (به پرتغالی: João Dourado) یک منطقهٔ مسکونی در برزیل است که در باهیا واقع شده‌است. جوآو دورادو ۲۵٬۴۰۲ نفر جمعیت دارد.